# نیوپورت نیوز (ویرجینیا)
نیوپورت نیوز، ویرجینیا (به انگلیسی: Newport News, Virginia) شهری در ایالت ویرجینیا کشور ایالات متحده آمریکا است که جمعیت آن در سرشماری سال ۲۰۱۰ میلادی، ۱۸۰٬۷۱۹ نفر بوده‌است.